# 남은들 상여
남은들 상여(남은들 喪輿)는 서울특별시 종로구, 국립고궁박물관에 있는 조선시대 흥선대원군의 아버지인 남연군 이구(李球)의 시신을 장지까지 운반하던 기구이다. 1974년 3월 15일 대한민국의 국가민속문화재 제31호로 지정되었다.

## 개요
흥선대원군의 아버지인 남연군 이구(李球)의 시신을 장지까지 운반하던 기구로 행상, 영여, 온량거라고도 한다. 남은들 마을입구의 상여막에 보관되어 있는데 보통의 상여막에서처럼 상여를 해체하여 보관하지 않고 조립된 그대로 관람하기 좋게 전시되어 있다.
긴 멜대를 중심으로 한 기본틀 위에 관을 싣는 몸체를 조성하고 맨 위에는 햇빛을 가리기 위해 넓은 천을 펼쳤다. 몸체에는 봉황, 용무늬 등이 새겨지고 색색의 띠와 술을 늘어뜨려 화려하면서도 엄숙한 분위기를 주고 있는데 망자의 명복을 빌고, 슬픔을 덜어주려는 의미인 듯 싶다.
전하는 말에 의하면 남연군은 순조 22년(1822)에 죽었는데 당시의 가야사 터(현재, 예산군 상가리에 있는 보덕사터)가 왕손을 낳게 하는 명당이라는 풍수설에 의하여, 흥선대원군이 헌종 6년(1840)에 가야사를 불태우고 아버지의 묘를 이장한 것이라 한다. 이장을 하고 난 그 다음 해에 둘째 아들 이재황(李載晃)-후일, 고종으로 즉위함-을 낳았다는 기록으로 미루어 상여의 제작은 1840년과 고종의 탄생년인 1852년 사이일 것으로 추정된다.
이 상여는 그 자체의 가치보다도 흥선대원군의 아버지인 남연군의 상여라는 점에서 유물로서 가치가 있다. 각 부의 조각수법도 당시의 조각을 연구하는데 귀중한 자료이며, 다른 작품에 비하여 어느 정도 제작시기를 추정할 수 있다는 점에서도 가치가 있다. 또한 대원군이 세도를 얻기 전에 제작된 것이므로, 왕실에서 사용하던 상여보다는 조촐한 모습이지만 왕실 상여의 제작을 담당하던 ‘귀후서(歸厚署)’에서 만들어졌을 가능성이 있다. 따라서 왕실에서 사용하던 상여인 대여(大輿)의 구조를 그대로 간직하고 있는 숙종 대의 ‘청풍부원군 상여’와 비교할 만한 가치를 지닌 자료이다.

## 같이 보기
- 상여

## 참고 자료
- 남은들 상여 - 국가유산청 국가유산포털